# 高阳郡 (北齐)
高阳郡，中国北齐、北周时设置的郡。
北齐改北海郡、高阳郡置高阳郡，治所在下密县（今山东省潍坊市）。下辖下密县、都昌县、高阳县，属青州。高阳县后属乐安郡。隋文帝开皇三年（583年）废高阳郡，下密县、都昌县直属青州。